# Girus Tarasii
Girus Tarasii (łac. Diocesis Girensis Tarasii) – stolica historycznej diecezji w Cesarstwie rzymskim w prowincji Numidia zlikwidowana w VII w. podczas ekspansji islamskiej, współcześnie w północnej Algierii. Obecnie katolickie biskupstwo tytularne. 

## Biskupi tytularni
| Lp. | Biskup                       | Funkcja                                                                                 | Od                | Do                |
| --- | ---------------------------- | --------------------------------------------------------------------------------------- | ----------------- | ----------------- |
| 1   | Lafayette Libânio            | emerytowany biskup Rio Preto (Brazylia)                                                 | 3 listopada 1966  | 14 grudnia 1970   |
| 2   | László Lékai                 | administrator apostolski Veszprém (Węgry)                                               | 8 lutego 1972     | 12 lutego 1976    |
| 3   | Federico Escaler             | biskup-prałat Kidapawan (Filipiny)                                                      | 12 czerwca 1976   | 18 lutego 1978    |
| 4   | Franz-Peter Tebartz-van Elst | biskup pomocniczy Münsteru (Niemcy)                                                     | 14 listopada 2003 | 28 listopada 2007 |
| 5   | John Doaninoel               | biskup pomocniczy Rabaul (Papua-Nowa Gwinea) biskup pomocniczy Honiary (Wyspy Salomona) | 6 grudnia 2007    | 7 sierpnia 2018   |
| 6   | Fidelis Layog                | biskup pomocniczy Lingayen-Dagupan (Filipiny)                                           | 18 marca 2019     |                   |